# Суслопаров, Юрий Владимирович
Ю́рий Влади́мирович Суслопа́ров (14 августа 1958, Харьков — 28 мая 2012, с. Павловская Слобода, Истринский район, Московская область) — советский футболист, защитник и полузащитник. Мастер спорта международного класса (1980). Двукратный чемпион СССР. Чемпион Европы среди молодёжных команд 1980 года.

## Биография
Начал заниматься футболом, участвуя в турнирах «Кожаный мяч». В 11 лет записался в детскую школу харьковского «Металлиста», первым тренером стал Александр Азаров. Вначале действовал на позиции правого нападающего, позже был переведён в центр полузащиты. В 1976 году попал в состав «Металлиста», но с приходом нового тренера в коллектив Суслопарову места в команде не нашлось. Он поступил в машиностроительный техникум, решив закончить с футболом, однако Азаров убедил вернуться.
На турнире в Куйбышеве Суслопарова заметили тренеры львовских «Карпат», спустя некоторое время пригласили в команду, игравшую тогда в высшем союзном первенстве. С 1976 по 1980 Суслопаров играл за львовский клуб, курсировавший между первой и высшей лигами.
В 1981 году после успешного молодёжного чемпионата Европы, где сборная СССР стала чемпионом, а Суслопаров забил решающий мяч, он перешёл в московское «Торпедо». Поступил в Московский областной институт физкультуры. В составе «Торпедо» провёл 5 сезонов.
В 1986 перешёл в столичный «Спартак». Играя за «красно-белых», Суслопаров дважды становился чемпионом СССР, один раз завоевал бронзовые медали первенства. В середине 1989 года должен был переехать в Англию, но согласился остаться в «Спартаке» до конца сезона. В межсезонье получил травму — разрыв связок, после чего практически закончил с футболом.
В 1992 году работал играющим тренером в ровненском «Вересе», позже играл на первенство КФК за московский «Красногвардеец».
За сборную СССР провёл 7 матчей в 1981 и 1982 году, был участником чемпионата мира в Испании, где сыграл один матч против бразильцев.
В 2002 году несколько месяцев руководил бангладешской командой «Абахани» Дакка, с которой выиграл золотые медали чемпионата.
В 2000-е годы играл в ветеранском турнире «Негаснущие звезды». Из-за отсутствия работы подрабатывал таксистом, охранником, грузчиком.
В 2010 году, сбитый автомобилем, был при смерти. Погиб 28 мая 2012 года в селе Павловская Слобода Истринского района Московской области при пожаре в сторожевом вагончике, в котором работал.
Похоронен на кладбище села Павловская Слобода.

## Личная жизнь
Первая жена — Ирина, дочь Полина (1991 г. р.) и Елизавета. Развелись в 1991 году из-за того, что Суслопаров начал злоупотреблять алкоголем.
Вторая жена — Наталья (с 1997 года), дочь Елизавета (1999 г. р.). Развелись в 2003 году.

## Достижения
- Чемпион СССР: 1987, 1989; бронзовый призёр: 1986
- Чемпион Европы среди молодёжи: 1980

## Комментарии
1. ↑  В ряде источников ошибочно указывается отчество Викторович. См. фото могилы.